# Gardaláin
Gardaláin (Gardalain o Gardelain en euskera) es un pueblo que se abandono a principios de los años sesenta, pero actualmente se encuentra en proceso de rehabilitación. Se encuentra en el municipio de Ezprogui, dentro de la Comunidad Foral de Navarra.

## Historia
Hacia mediados del siglo XIX, el lugar, por entonces perteneciente a Aibar, tenía contabilizada una población de 56 habitantes. Aparece descrito en el octavo volumen del Diccionario geográfico-estadístico-histórico de España y sus posesiones de Ultramar de Pascual Madoz con las siguientes palabras:

GARDALAIN: l. del ayunt. del valle de Aibar en la prov. y c. g. de Navarra, part. jud. de Aoiz (5 1/2 leg.), aud. terr. y dióc. de Pamplona (5 1/2). sit. en un barranco que forman las alturas que le circundan, sin embargo, la poblacion está en llano: clima templado; le combaten los vientos S., SO. y N., y se padecen constipados. Tiene 8 casas, igl. parr. (San Vicente), servida por un abad. Confina el térm. N. Izco; E. Leache; S. Loya, y O. Sabaiza. El terreno es bastante quebrado, pero productivo, y en su mayor parte vegetan los robles y diversidad de arbustos: le atraviesa un arroyo, que formado de sus aguas y de las vertientes de las montañas de Sabaiza, corre en direccion del S. á juntarse con el r. Aragon. Los caminos son locales, en mediano estado. prod.: trigo, cebada, avena y algunos otros granos aunque en cantidad insignificante: cria de ganado vacuno y mular, caza de perdices y liebres. pobl.: 8 vec., 56 alm. riqueza y contr.: con el valle. (V.) En 1471, el rey D. Juan II donó el desp. de Gardalain, con sus montes y térm., á D. Pedro de Azpilicueta, escudero y capitan que fué del l. y fort. de Sada, por equivalencia á una renta de 15 libras, valiese mas ó menos. Decia el rey que, en 1452, habia donado ya á vida dicho l. á Miguel de Azpilcueta, padre de D. Pedro.
(Madoz, 1847, p. 311)